# 용의 눈물
《용의 눈물》은 1996년 11월 24일부터 1998년 5월 31일까지 방송되었던 KBS 1TV 대하 드라마이며 이환경 작가의 사극 시리즈 3부작 중 제1부에 해당한다(제2부는 태조 왕건, 제3부는 야인시대).

## 등장 인물

### 주요 인물
- 김무생 : 태조 이성계 역
- 유동근 : 태종 이방원 역
- 김영란 : 신덕왕후 강씨 역
- 최명길 : 원경왕후 민씨 역
- 김흥기 : 삼봉 정도전 역
- 이민우 : 양녕대군 이제 역
- 안재모 : 세종 이도 역

### 왕실 인물

#### 태조 관련
- 박해상 : 완풍대군 이원계 역
- 한영숙 : 신의왕후 한씨 역
- 임정하 : 진안대군 이방우 역
- 최동준 : 익안대군 이방의 역
- 김주영 : 회안대군 이방간 역
- 김나우 : 경순공주 역
- 정태우 : 무안대군 이방번 역
- 양희석 : 의안대군 이방석 역
- 이재은 : 폐세자빈 유씨 역 (이방석의 첫번째 부인)
- 박루시아 : 현빈 심씨 역 (이방석의 두번째 부인)

#### 정종 관련
- 태민영 : 정종 이방과 역
- 박윤선 : 정안왕후 김씨 역
- 차주옥 : 성빈 지씨 역
- 문혁 : 불노 역

#### 태종 관련
- 김혜리 : 효빈 김씨 역
- 이보희 : 선빈 안씨 역
- 하지원 : 소빈 노씨 역
- 안연홍 : 수성부부인 역 (양녕대군의 부인 폐세자빈)
- 강성민 : 경녕군 이비 역
- 장성원 : 효령대군 이보 역
- 허정민 : 성녕대군 이종 역
- 강기화 : 아지 역

#### 세종 관련
- 도지영 : 소헌왕후 심씨 역

#### 기타
- 원석연 : 의안대군 이화 역
- 이서우 : 이제 역
- 김옥만 : 이천우 역

### 조선의 문신 & 무신

#### 정도전 일파
- 차두옥 : 정진 역(정도전의 아들)
- 이영후 : 남은 역
- 서학 : 심효생 역
- 박건식 : 박위 역
- 김윤형 : 유만수 역
- 김봉근 : 함부림 역
- 한정국 : 이무 역
- 나기수 : 장지화 역

#### 이방원 일파
- 임혁 : 하륜 역
- 장항선 : 조영무 역
- 강재일 : 이거이 역
- 선동혁 : 이숙번 역
- 송윤아 : 서원부부인 정씨 역(이숙번의 부인)
- 권오현 : 조온 역
- 송호섭 : 이저 역
- 김기복 : 마천목 역
- 서영진 : 박포 역
- 송종원 : 조영규 역
- 유병한 : 고여 역
- 김종구 : 이부 역
- 강신조 : 부장 역
- 정일모 : 정만쇠 역
- 정의갑 : 목인해 역

#### 외척
- 송재호 : 민제 역
- 신동훈 : 민무구 역
- 나한일 : 민무질 역
- 김광영 : 민무휼 역
- 조인표 : 민무회 역
- 서상익 : 김한로 역
- 정하완 : 심온 역

#### 그 외 문신 & 무신
- 강인덕 : 이지란 역
- 김시원 : 배극렴 역
- 윤석오 : 심덕부 역
- 안형식 : 성석린 역
- 이신재 : 설장수 역
- 박웅 : 윤소종 역
- 문창길 : 조준 역
- 손호균 : 남재 역
- 이정웅 : 권근 역
- 이한승 : 유창 역
- 기정수 : 변남룡 역
- 신귀식 : 유정현 역
- 안대용 : 조박 역
- 허현호 : 정총 역
- 민욱 : 이종무 역
- 김경응 : 의령군 이맹종 역
- 이두섭 -> 남영진 : 한상경 역
- 임혁주 : 맹사성 역
- 이대로 : 이래 역
- 이두섭 -> 이우석 : 이직 역
- 박영목 : 박신 역
- 김경하 : 박습 역
- 박진성 : 황희 역
- 박칠용 : 강상인 역
- 김종결 : 변계량 역
- 김기섭 : 김여지 역
- 이계영 : 이지성 역
- 김성수 : 박석명 역
- 임병기 : 박은 역
- 손종범 : 조말생 역
- 박상만 : 이수 역
- 박승규 : 최윤덕 역
- 김효원 : 하연 역
- 김하균 : 박서생 역
- 장기용 : 최해산 역
- 윤덕용 : 권중화 역
- 이두섭 : 이문화: 도승지 역
- 정소영 : 이징옥 역
- 안석환 : 송류 역(함흥차사)

#### 궁궐 사람들
- 이종만 : 홍내관 역
- 고희준 : 이횡 역
- 진운성 : 박 내관 역
- 이재연 : 유 내관 역
- 장칠군 : 노 내관(태종의 내관) 역
- 최석구 : 이만 역
- 김성찬 : 최 내관 역
- 손영춘 : 노 내관(양녕대군의 내관) 역
- 김동완 : 엄 내관 역
- 김진군 : 송 별감 역
- 서영애 : 염 상궁 역
- 이효정 : 조 상궁 역
- 김을동 : 김 상궁 역
- 허진 : 허 상궁 역
- 최은숙 : 최 상궁 역
- 김미성 : 나인 역
- 구자미 : 나인 역

#### 조사의의 난
- 차철순 : 조사의 역
- 박승호 : 강현 역
- 이원용 : 소팔 역
- 백찬기 : 박두언 역
- 강성욱 : 박만 역
- 전현 : 박만의 부관 역
- 한상혁 : 조사의의 부하장수 역
- 나영진 : 조사의의 부하장수 역
- 조춘 : 조사의의 부하장수 역
- 이성용 : 조사의의 부하장수 역
- 나기수 : 송류 역
- 반문섭 : 박순 역
- 박종설 : 뱃사공 역
- 이원종 : 덕천군수 역

### 고려
- 김경응 : 태조 왕건 역
- 권오성 : 고려 우왕 역
- 윤동원 : 창왕 왕창 역
- 김영선 : 공양왕 왕요 역
- 김광영 : 정성군 왕석 역
- 한은진 : 정비 안씨 역
- 김성옥 : 최영 역 (특별출연)
- 정승현 : 정몽주 역
- 박종관 : 조민수 역
- 남일우 : 이색 역
- 최헌철 : 곽충보 역
- 주호성 : 정득후 역
- 이승호 : 조인옥 역
- 이기영 : 김저 역
- 이용진 : 이숭인 역
- 허기호 : 우현보 역
- 강경헌 : 순비 노씨 역
- 장인한 : 원천석 역
- 강태기 : 길재 역
- 오성열 : 임선미 역
- 양재원 : 조의생 역
- 강신조: 우성범 역
- 신동일 : 강희계 역
- 유순철 : 창왕을 모시던 내관 역

### 명나라
- 김순철 : 홍무제 역
- 강만희 : 영락제 주체 역
- 박상조 : 황 내관(명나라 칙사) 역
- 서동수 : 명나라 칙사 역

### 여진
- 이원종 : 여진족 추장 역

### 일본
- 박경득 : 도도웅와 역

### 승려
- 박병호 : 무학대사 역
- 장인한 : 장원심 역
- 박용식 : 양녕대군에게 깨달음 준 스님 역
- 고설봉 : 도선국사 역

### 그 외 인물
- 이상인 : 정몽주의 집사 역
- 엄유신 : 택주 최씨(정도전의 부인) 역
- 조정국 : 정도전의 집사 역
- 정진 : 정도전의 죽음을 예언한 점술가 역
- 김동석 : 정도전의 전령 역
- 김하림 : 효빈의 집사 역
- 안병경 : 이오방 역
- 민경진 : 구종수 역
- 황덕재 : 조영무의 집사 역
- 박철 : 조영무의 사가 호위무사 역
- 최정원 : 안 상궁(조영무가 첩을 삼은 대전 상궁 안씨) 역
- 이칸희 : 조영무의 첩 안씨의 시종 역
- 나경미 : 봉지련 역
- 이혜련 : 어리 역
- 곽경환 : 곽선 역
- 안홍진 : 곽선의 아들 역
- 박정웅 : 왕실 어의 역
- 한태일 : 이방간의 부하 역
- 오성렬 : 전령 역
- 전병옥 : 형조전서 역
- 최호중 : 서미승 역
- 문창근 : 사형장의 망나니 역
- 이은주 : 보앵 낭자 역
- 김태형

## 결방 사유
- 1997년 2월 8일 : 설 특집드라마 <형제> 편성으로 인해 결방[4]
- 1998년 1월 24일 : 뉴스 특보 편성으로 인해 결방

## 2회 연속 방영
- 1997년 2월 9일 : 22회, 23회 연속 방영
- 1998년 1월 25일 : 122회, 123회 연속 방영

## 수상 경력
- 1997년 제24회 한국방송대상 TV프로듀서상 김재형
- 1997년 KBS 연기대상 대상, 남자 포토제닉상 유동근
- 1997년 KBS 연기대상 남자 최우수연기상 김무생
- 1997년 KBS 연기대상 여자 최우수연기상 최명길
- 1997년 KBS 연기대상 남자 우수연기상 김흥기
- 1997년 KBS 연기대상 남자 조연상 선동혁
- 1998년 제25회 한국방송대상 TV드라마부문 대상
- 1998년 제25회 한국방송대상 우수 남자 탤런트 유동근
- 1998년 제25회 한국방송대상 우수 미술상

## 참고 사항

### 작가 & 감독 관련
- 원래 정하연 작가가 집필자로 낙점됐으나 최종 고사하였다.[5] 이에 김재형 PD가 이환경 작가를[6] 정하연 작가의 대타 집필자로 간신히 추천했다.
- 연출자 김재형은 해당 드라마 촬영 당시 조연급 탤런트들로부터 금품을 받았다는 이유로[7] 1999년 8월 19일 배임수재 혐의로 불구속 기소되었고[8] 결국 같은 해 11월 26일, 서울지검으로부터 징역 2년, 추징금 1612만원의 구형을 받았다.[9]
- 연출자 김재형은 해당 드라마의 원작소설인 〈세종대왕〉 연재(조선일보)가 끝났을 무렵(1977년 2월) 이 작품을 극화하겠다고 당시 근무한 TBC에 제안을 했지만[10] 소설 도입부의 위화도 회군 내용이 쿠데타로 집권한 정부의 심기를 건드릴 소지가 있다는 의견이 많아 무산되기도 했다.
- 작가 이환경과 담당 PD 김재형은 뒷날 <태조 왕건>에서 집필자-연출자로 재회할 예정이었지만[11] 김재형 PD가 불미스러운 일[12]로 하차하는 바람에 재회는 무산됐고 <용의 눈물>이 김재형의 KBS에서의 마지막 연출작이 됐다.

### 캐스팅 관련
- 유동근(태종 이방원 역)은 작가 이환경이 그 이후 차기작으로 선택한 KBS 1TV <태조 왕건>에서 왕건 역 물망에 한때 거론되었으나 사극에 많이 출연해 특정 이미지가 굳어진 배우는 배제한다는 이유로[13] 출연하지 않았다.
- 이덕화가 이방원 역으로 한때 거론되었지만 본인이 최종 고사하였다.[14]
- 전인화는 해당 작품에서 원경왕후 역에 한때 거론되기도 했으며 전인화 외에도 강수연이 원경왕후 물망에 올랐으나[15] 고사했다.
- 덕실 역의 김혜리는 당초 비중이 없는 역할이었으나, 점차 비중이 늘어 제 2의 전성기를 맞았다.[16]
- 송윤아는 해당 작품 시작 당시 경순공주 역을 제의받았으나 영화 출연 때문에 거절하였고, 뒤늦게 서원부부인 정씨 역으로 해당 작품에 합류하였다.[17]
- 1991년 8월 30일 끝난 아침연속극 《또 하나의 행복》 이후[18] SBS에서만 활동해 온 MBC 13기 출신 최명길 (원경왕후 역)이 해당 작품을 통해 본격적인 KBS 진출을 헀는데 1990년 2TV 주말극 《꽃 피고 새 울면》으로 KBS 진출을 할 예정이었으나(당시 나진희 역) 극중 여주인공 백미경 역 물망에 올랐지만 작가와의 불화로 출연을 중단한 데다 KBS 사태까지 겹쳐 불발된[19] 김보연 대신 후배 김혜수가 백미경 역을 맡았다는 소식에[20] "이런 분위기는 불안하다"면서 출연을 거부했다.

### 그 외
- 최고 시청률 49%, 평균 20%대를 기록하였다.[21] 초반에는 반응이 저조했지만 당시 경쟁 상대인 SBS <임꺽정>이 끝난 뒤 시청률이 상승했다.[22]
- 처음 기획 당시 100부작이었지만 첫 회가 일요일인 1996년 11월 24일 시작된 데다[23] 대선정국과 맞물려 시청자에게 좋은 반응을 얻어[24] 여러 차례의 연장 끝에 159부작으로 막을 내렸다.
- 제2차 왕자의 난을 다루는 장면에서 이방원이 타고 다니는 백마에 DJ라는 영문 이니셜이 새겨져 당시 제15대 대통령 선거로 관련해 정치권에서 논란이 일었다. 김재형 감독은 말 목장 소유주의 표시일 뿐 정치에 관심없다고 해명했지만, 김대중 측 인물들은 촬영장에 방문하여 "고맙다"고 하면서 선거에 이용하였고, 김대중 본인도 해프닝에 대해 "하늘의 계시"라고 발언하며, 용의 눈물 촬영장에 방문했다.[25][26][27]
- 칼로 배를 찔러 관통시키는 등 가족시청시간대에 지나친 충격을 줘 방송위원회로부터 '주의' 조치를 받았다.[28]
- 역사의 교훈을 주제로 내걸었음에도 외로움을 참지 못해 내시 이만과 통정한 세자빈 유씨, 이를 빌미삼아 세자 이방석을 폐하려 한 이방원의 부인 원경왕후 민씨, 세자빈 유씨와 이만을 죽임으로써 파문을 서둘러 마무리하려는 태조 이성계의 부인 신덕왕후 강씨 등 궁궐 여인들의 암투를 그려 시청자들의 시선을 자극하는 것이 모양새가 좋지 않다는 비판이 있었다.[29]
- 1997년 5월 17일부터 4회에 걸쳐 전개된 '1차 왕자의 난' 등을 다룬 이후에는 선빈 안씨를 둘러싼 이방원과 원경왕후 민씨의 대립, 함흥차사로 표현되는 이방원과 아버지 이성계의 갈등을 비롯한 여러 가지 내용을 다루었으나 선빈 안씨의 등장이 극중에서 세세하게 다뤄질 만큼 큰 사건이란 지적이 있었다.[30]
- 원경왕후-선빈 안씨 뿐 아니라 이방원과의 사이에서 경녕군을 낳은 뒤 당당히 정 1품 빈의 자리에 올랐지만 출신 성분의 콤플렉스와 착한 성품 탓인지 민씨와 선빈 사이에서 기를 펴지 못한 효빈 김씨 등[31] 여인들의 궁중암투를 지나치게 그렸다는 혹평이 있었다.
- 유희경 전통 복식에 자문을 맡았다.